# Samurai (Rapper)
Samurai (bürgerlich Samora Bazarrabusa), auch Sam Oibel 1., ist ein Schweizer Rapper aus Zürich.

## Biografie
Zu Beginn schrieb Samurai seine Rap-Texte auf Englisch, seiner zweiten Muttersprache. Später begann er auf Schweizerdeutsch zu rappen, da er der Meinung war, die Botschaften seiner Texte so besser herüberbringen zu können.
Als er 1998 den Rapper Rokator kennenlernte, zogen die beiden durch die Schweiz und traten bei Bühnen- und Freestylesessions auf. Innerhalb kurzer Zeit erlangten sie grosse Bekanntheit in der Schweizer Rapszene.
Im Jahr 2000 erschienen seine ersten Veröffentlichungen, das erste Featuring mit L-Deep auf dem Beetown-Sampler und der erste Track mit Rokator, Supermega, für die More Compilation. Zusammen mit Rokator sammelte er Bühnenerfahrung als Vorgruppe von berühmten Musikern wie The Black Eyed Peas, Tha Alkaholiks, Masta Ace, Erick Sermon, Jean Grae und Azad.
2002 veröffentlichte Samurai zusammen mit der Gruppe Oibel Troibel das Debütalbum Roirschachtescht. Nach diesem Album widmete Samurai sich seiner Weiterbildung. Er verschwand jedoch nie ganz von der Bühne, da er als Moderator von diversen Partys und Anlässen wie der Slangnacht, Jam-In, Freaza Marathons und weitere immer wieder im Rampenlicht stand.
Nach seiner Weiterbildung erschien 2007 sein Debütalbum Sam Oibel 1., welches auf Platz 85 der Charts rangierte. 
2008 veröffentlichte er mit Rapper P. Moos von der Schweizer Rapformation Gleiszwei sein zweites Album mit dem Namen Swiss Made. Das Album konnte sich in der ersten Woche auf Rang 63 der Schweizer Hitparade platzieren. 2010 folgte Samurais zweites Soloalbum Legendär. Der Tonträger erreichte Rang 73. 
Seit längerem moderiert Bazarrabusa die Sendung Dope auf Radio 105.
Im Jahr 2011 erschien der Club-Hit Mato, den er zusammen mit DJ Freaza als Cuzzy Cuz rausbrachte.

## Diskografie

### Alben
- 2000: Samurai (Maxi)
- 2002: Roirschachtescht (mit Oibel Troibel)
- 2007: Sam Oibel 1.
- 2008: Swiss Made (mit P. Moos)
- 2010: Legendär

### Singles
- 2005: "Nur mal so"
- 2010: "Plastikmeitli" (featuring Bandit)
- 2011: "Mato!" (als Cuzzy Cuz featuring Manu-L)

## Auszeichnungen
- 2000: Best Newcomer (mit Rokator)
- 2002: Video des Jahres (Nur Mal So)